# Luzoir
Luzoir är en kommun i departementet Aisne i regionen Hauts-de-France i norra Frankrike. Kommunen ligger  i kantonen La Capelle som ligger i arrondissementet Vervins. År 2022 hade Luzoir 267 invånare.

## Befolkningsutveckling
Antalet invånare i kommunen Luzoir
Referens: INSEE